# Roquesteron
Roquesteron település Franciaországban, Alpes-Maritimes megyében. Lakosainak száma 557 fő (2022. január 1.). Roquesteron Conségudes, Cuébris, Pierrefeu, Roquestéron-Grasse és Sigale községekkel határos.

## Népesség
A település népessége az elmúlt években az alábbi módon változott:
| Lakosok száma | 422  | 428  | 509  | 500  | 567  | 578  | 581  | 577  | 570  | 557  |
|               | 1968 | 1982 | 1990 | 2006 | 2013 | 2015 | 2017 | 2019 | 2020 | 2022 |